# Drzonówko
Drzonówko – wieś w Polsce położona w województwie kujawsko-pomorskim, w powiecie toruńskim, w gminie Chełmża.
W latach 1975–1998 miejscowość administracyjnie należała do województwa toruńskiego. Według Narodowego Spisu Powszechnego (III 2011 r.) liczyła 103 mieszkańców. Jest 25. co do wielkości miejscowością gminy Chełmża.
W latach 1939–1942 dotychczasową nazwą wsi było Drzonowko, lecz po przeprowadzonej zamianie nazw miejscowości w Okręgu Rzeszy Gdańsk-Prusy Zachodnie, w latach 1942–1945 nazywała się Drenauhof.